# Шкуря, Ион Сандри
Ион Сандри Шкуря (14 ноября 1935, Вадул-луй-Исак — 12 августа 2005, Кишинёв) — советский, молдавский актёр театра и кино, театральный деятель, режиссёр. Народный артист Молдавской ССР (1974). Кавалер Ордена Республики (1999).

## Биография
Родился 14 ноября 1935 года в селе Вадул-луй-Исак. В 1955 году завершил обучение в музыкальном училище им. Н. Няги в Кишиневе, по классу хоровое дирижирование. В 1960 году окончил Щукинское училище в Москве.
После окончания обучения в 1960 году был принят на службу актёром в Республиканский театр «Лучафэрул» в Кишинёве. В 1970 году был назначен художественным руководителем театра «Лучафэрул».
В 1961 году дебютировал в кино на киностудии «Молдова-фильм», первая роль в фильме «Орлиный остров». В 1974 году был удостоен звания народный артист Молдавской ССР. В 1978 году стал лауреатом государственной премии Молдавской ССР. В 1999 году награждён Орденом Республики.
Проживал в Кишинёве. Умер 12 августа 2005 года.

## Награды и премии
- Народный артист Молдавской ССР — (1974),
- Государственная премия Молдавской ССР — (1978),
- Орден Республики (1999).

## Роли
В кино:
- 1961 — «Орлиный остров» (Георге, археолог);
- 1961 — «Человек идёт за солнцем» (эпизод);
- 1963 — «Ждите нас на рассвете» (Мирча Ласку)
- 1965 — «Последняя ночь в раю» (Николай Кицан);
- 1966 — «Горькие зёрна» (Мирчи Скутару);
- 1967 — «Нужен привратник» (Бог);
- 1971 — «Офицер запаса» (Лозован);
- 1973 — «Мосты» (Шеремет);
- 1976 — «Никто вместо тебя» (Урзикэ);
- 1976 — «Табор уходит в небо» (Антол Силади);
- 1978 — «Крепость» (Курт Эберман);
- 1978 — «Подозрительный» (подполковник Монтынга);
- 1978 — «Похищение скакуна» (капитан Кельвин);
- 1979 — «Эмиссар заграничного центра» (Евгений Константинович Климович);
- 1980 — «У Чёртова логова» (Гоя);
- 1981 — «Вот вернётся папа...» (раненый);
- 1982 — «Июньский рубеж» (Элади);
- 1983 — «Анна Павлова» (Штайер, дирижёр);
- 1986 — «Лучафэрул»
- 1988 — «Радости земные» (Каушанский, продавец вина);
- 1991 — «Кодры» (адвокат);
- 1991 — «Игра в смерть, или Посторонний» (Никич);